# سيرغي دانيلوف
سيرغي دانيلوف (بالروسية: Сергей Данилов)‏ هو لاعب كرة قدم روسي في مركز الوسط، ولد في 1 يوليو 1989 في سامارا في روسيا. لعب مع كريليا سوفيتوف سامارا ونادي أكاديمية تولياتي لكرة القدم ونادي أوفا ونادي توغلياتي لكرة القدم.

## وصلات خارجية
- سيرغي دانيلوف على موقع قاعدة بيانات كرة القدم.إي يو (الإنجليزية)
- سيرغي دانيلوف على موقع Soccerway.com (الإنجليزية)